# Український провулок (Таганрог)
Український провулок (рос. Украинский переулок) — провулок в центральній історичній частині Таганрога.

## Географія

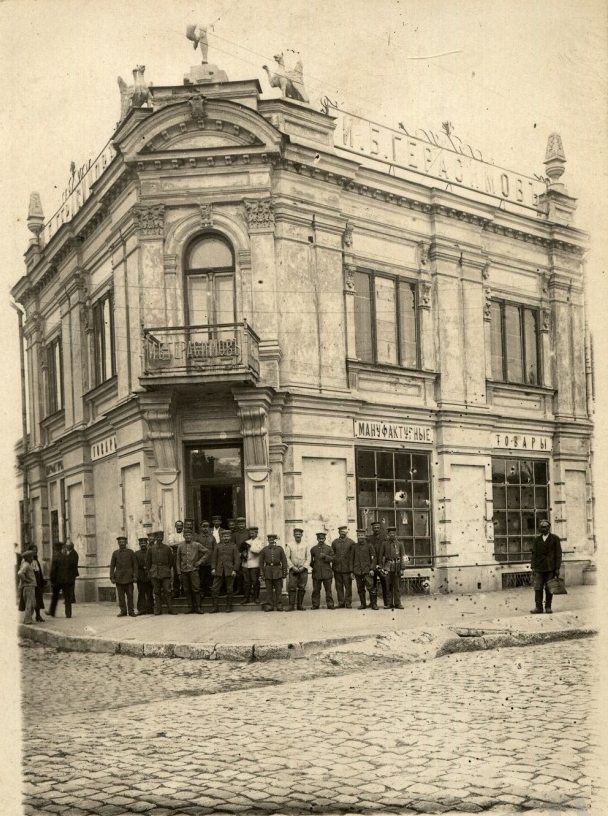
Таганрог. Будівля на перетині Українського пров. та вул. Петровської

Розташований між Портовою і Пушкінською вулицями. Довжина 1500 м. Нумерація будинків ведеться від Портової вулиці.

## Історія
Колишні назви — Третій Поперечний пров., Комерційний пров. Перейменовано в 1923 році.
На початку ХХ століття випущена поштова листівка із зображенням будинку на перетині вулиці Петровській і Українського провулка. В будівлі розміщувався магазин мануфактурних товарів таганрозького купця І.Б. Герасимова. У 1990-х роках будівлю знесено.
На місці сучасного багатоповерхового будинку на розі вулиці Фрунзе, 1 і Українського провулка раніше стояв, згадуваний з 1873 року, особняк австрійського підданого Г.П. Збіза. Будинок знесений.

## У провулку розташовані
- Дитяча музична школа імені П. І. Чайковського — Український пров., 8.
- Гостьовий Будинок Плотнікових — кут Українського пров. і Петровської вул., 37.
- Центральний дитячий майданчик — бульвар між Петровською вулицею і Жовтневої площею.

## Пам'ятники
- Пам'ятник Гагаріну і Корольову (Таганрог) — розташовувався з 1979 року на розі вул. Ленінської і Українського провулка[3]. У 2002 році, коли радіоуніверситет відзначав 50-річчя, пам'ятник перенесли до корпусу «А» ТРТІ[4], а на старому місці тепер розташований Центральний дитячий майданчик.